# Anzac Hill
Anzac Hill är en kulle i Australien. Den ligger i kommunen Alice Springs och territoriet Northern Territory, omkring 1 300 kilometer söder om territoriets huvudstad Darwin. Toppen på Anzac Hill är 603 meter över havet, eller 18 meter över den omgivande terrängen. Bredden vid basen är 0,41 km.
Närmaste större samhälle är Alice Springs, nära Anzac Hill.
Omgivningarna runt Anzac Hill är i huvudsak ett öppet busklandskap. Runt Anzac Hill är det mycket glesbefolkat, med 5 invånare per kvadratkilometer. Genomsnittlig årsnederbörd är 259 millimeter. Den regnigaste månaden är februari, med i genomsnitt 59 mm nederbörd, och den torraste är augusti, med 1 mm nederbörd.